# Saint-Gelven
Saint-Gelven (tiếng Breton: Sant-Jelven) là một xã của tỉnh Côtes-d'Armor, thuộc vùng Bretagne, tây bắc Pháp.

## Dân số
Người dân ở Saint-Gelven được gọi là Saintgelvenois.